# Cerodontha questa
Cerodontha questa este o specie de muște din genul Cerodontha, familia Agromyzidae, descrisă de Spencer în anul 1981.
Este endemică în California. Conform Catalogue of Life specia Cerodontha questa nu are subspecii cunoscute.